# Draft 1988 de la NBA
1987 1989
La draft 1988 de la NBA est la 42e draft annuelle de la National Basketball Association (NBA), se déroulant en amont de la saison 1988-1989. Elle s'est tenue le 28 juin 1988 à New York. Cette draft fut réduite de sept à trois tours lors de cette édition. Un total de 75 joueurs ont été sélectionnés en 3 tours.
En amont de la draft, les Hornets de Charlotte et le Heat de Miami, nouvelles franchises de la ligue, participent à la draft pour la première fois, après avoir réalisé une draft d'expansion, leur permettant de sélectionner des joueurs d'autres franchises, non protégés.
Lors de cette draft, 25 équipes de la NBA choisissent à tour de rôle des joueurs évoluant au basket-ball universitaire américain, ainsi que des joueurs internationaux. Si un joueur quittait l’université plus tôt, il devenait éligible à la sélection.
La loterie pour désigner la franchise qui choisit en première un joueur, implique un tirage au sort d’une enveloppe. Chaque enveloppe représentait une franchise non-qualifiée en playoffs, et celle qui serait tirée en première obtiendrait le premier choix. Le processus a ensuite été répété jusqu’à ce que le reste des choix de loterie aient été déterminés. Dans ce système, chaque équipe non qualifiée avait une chance égale d’obtenir le premier choix. Le reste des choix étant établi dans l'ordre inverse du classement de la saison 1987-1988.
Danny Manning , en provenance des Jayhawks du Kansas, est sélectionné en première position par les Clippers de Los Angeles. 
C'est le 5e choix de cette draft, Mitch Richmond, qui remporte le titre de NBA Rookie of the Year cette saison. Il est d'ailleurs le seul joueur, issu de cet événement à être intronisé au Basketball Hall of Fame.

## Anecdotes
- Plusieurs joueurs nés au Liban ont été sélectionnés lors de cette draft tels que :
  - Rony Seikaly, de parents libanais et américain de naissance, jouant en NCAA à Syracuse.
  - Steve Kerr, qui évolua à Arizona, est aussi né au Liban. Fils de Malcolm Kerr, il passa une partie de son enfance au Moyen-Orient. Son père fut le président de l'université américaine de Beyrouth quand il fut assassiné par des militants islamistes en 1984[5],[6].
- David Rivers (choix n°25) fut blessé dans un terrible accident de voiture avec son coéquipier de Notre-Dame Ken Barlow, mais les deux ont depuis recouvré leurs capacités[7].

## Draft
| ^ | Signale un joueur qui a été intronisé au Basketball Hall of Fame                                                                |
| * | Signale un joueur qui a été sélectionné pour au moins un match annuel NBA All-Star Game et une récompense annuelle All-NBA Team |
| x | Signale un joueur qui a été sélectionné pour au moins une récompense annuelle All-NBA Team                                      |
| + | Signale un joueur qui a été sélectionné pour au moins un match annuel NBA All-Star Game                                         |
| R | Signale le joueur qui a remporté le titre de NBA Rookie of the Year                                                             |

### Premier tour
| Choix | Nom               | Position       | Nationalité      | Équipe                                          | Provenance       |
| ----- | ----------------- | -------------- | ---------------- | ----------------------------------------------- | ---------------- |
| 1     | Danny Manning+    | Ailier fort    | États-Unis       | Clippers de Los Angeles                         | Kansas           |
| 2     | Rik Smits+        | Pivot          | Pays-Bas         | Pacers de l'Indiana                             | Marist           |
| 3     | Charles Smith     | Ailier fort    | États-Unis       | 76ers de Philadelphie                           | Pittsburgh       |
| 4     | Chris Morris      | Ailier         | États-Unis       | Nets du New Jersey                              | Auburn           |
| 5     | Mitch Richmond^ R | Arrière        | États-Unis       | Warriors de Golden State                        | Kansas State     |
| 6     | Hersey Hawkins+   | Arrière        | États-Unis       | Clippers de Los Angeles (de Sacramento)         | Bradley          |
| 7     | Tim Perry         | Ailier fort    | États-Unis       | Suns de Phoenix                                 | Temple           |
| 8     | Rex Chapman       | Arrière        | États-Unis       | Hornets de Charlotte                            | Kentucky         |
| 9     | Rony Seikaly      | Pivot          | Liban États-Unis | Heat de Miami                                   | Syracuse         |
| 10    | Willie Anderson   | Ailier         | États-Unis       | Spurs de San Antonio                            | Georgia          |
| 11    | Will Perdue       | Pivot          | États-Unis       | Bulls de Chicago (de New York)                  | Vanderbilt       |
| 12    | Harvey Grant      | Ailier fort    | États-Unis       | Bullets de Washington                           | Oklahoma         |
| 13    | Jeff Grayer       | Meneur         | États-Unis       | Bucks de Milwaukee                              | Iowa State       |
| 14    | Dan Majerle+      | Ailier         | États-Unis       | Suns de Phoenix (de Cleveland)                  | Central Michigan |
| 15    | Gary Grant        | Meneur         | États-Unis       | SuperSonics de Seattle                          | Michigan         |
| 16    | Derrick Chievous  | Ailier         | États-Unis       | Rockets de Houston                              | Missouri         |
| 17    | Eric Leckner      | Pivot          | États-Unis       | Jazz de l'Utah                                  | Wyoming          |
| 18    | Ricky Berry       | Ailier         | États-Unis       | Kings de Sacramento                             | San Jose State   |
| 19    | Rod Stricklandx   | Meneur         | États-Unis       | Knicks de New York (de Chicago)                 | DePaul           |
| 20    | Kevin Edwards     | Arrière        | États-Unis       | Heat de Miami (de Dallas)                       | DePaul           |
| 21    | Mark Bryant       | Ailier fort    | États-Unis       | Trail Blazers de Portland                       | Seton Hall       |
| 22    | Randolph Keys     | Ailier Arrière | États-Unis       | Cavaliers de Cleveland (de Détroit via Phoenix) | Southern Miss    |
| 23    | Jerome Lane       | Ailier fort    | États-Unis       | Nuggets de Denver                               | Pittsburgh       |
| 24    | Brian Shaw        | Arrière        | États-Unis       | Celtics de Boston                               | UC Santa Barbara |
| 25    | David Rivers      | Meneur         | États-Unis       | Lakers de Los Angeles                           | Notre Dame       |

### Deuxième tour
| Choix | Nom                 | Position          | Nationalité            | Équipe                    | Provenance           |
| ----- | ------------------- | ----------------- | ---------------------- | ------------------------- | -------------------- |
| 26    | Rolando Ferreira    | Pivot             | Brésil                 | Trail Blazers de Portland | Houston              |
| 27    | Shelton Jones       | Ailier            | États-Unis             | San Antonio Spurs         | St. John's           |
| 28    | Andrew Lang         | Pivot             | États-Unis             | Suns de Phoenix           | Arkansas             |
| 29    | Vinny Del Negro     | Arrière           | États-Unis             | Kings de Sacramento       | North Carolina State |
| 30    | Fennis Dembo        | Ailier fort       | États-Unis             | Pistons de Détroit        | Wyoming              |
| 31    | Everette Stephens   | Meneur            | États-Unis             | 76ers de Philadelphie     | Purdue               |
| 32    | Charles Shackleford | Ailier fort Pivot | États-Unis             | Nets du New Jersey        | North Carolina State |
| 33    | Grant Long          | Ailier fort Pivot | États-Unis             | Heat de Miami             | Eastern Michigan     |
| 34    | Tom Tolbert         | Ailier fort Pivot | États-Unis             | Hornets de Charlotte      | Arizona              |
| 35    | Sylvester Gray      | Ailier fort Pivot | États-Unis             | Heat de Miami             | Memphis              |
| 36    | Ledell Eackles      | Arrière Ailier    | États-Unis             | Bullets de Washington     | New Orleans          |
| 37    | Greg Butler         | Pivot             | États-Unis             | Knicks de New York        | Stanford             |
| 38    | Dean Garrett        | Pivot             | États-Unis             | Suns de Phoenix           | Indiana              |
| 39    | Tito Horford        | Pivot             | République dominicaine | Bucks de Milwaukee        | Miami                |
| 40    | Orlando Graham      | Ailier            | États-Unis             | Heat de Miami             | Auburn-Montgomery    |
| 41    | Keith Smart         | Arrière           | États-Unis             | Warriors de Golden State  | Indiana              |
| 42    | Jeff Moe            | Arrière           | États-Unis             | Jazz de l'Utah            | Iowa                 |
| 43    | Todd Mitchell       | Ailier            | États-Unis             | Nuggets de Denver         | Purdue               |
| 44    | Anthony Taylor      | Meneur            | États-Unis             | Hawks d'Atlanta           | Oregon               |
| 45    | Tom Garrick         | Meneur            | États-Unis             | Clippers de Los Angeles   | Rhode Island         |
| 46    | Morlon Wiley        | Arrière           | États-Unis             | Mavericks de Dallas       | Long Beach State     |
| 47    | Vernon Maxwell      | Arrière           | États-Unis             | Nuggets de Denver         | Florida              |
| 48    | Micheal Williams    | Arrière           | États-Unis             | Pistons de Détroit        | Baylor               |
| 49    | Jose Vargas         | Ailier fort Pivot | République dominicaine | Mavericks de Dallas       | LSU                  |
| 50    | Steve Kerr          | Meneur            | États-Unis             | Suns de Phoenix           | Arizona              |

### Troisième tour
| Choix | Nom               | Position           | Nationalité | Équipe                    | Provenance            |
| ----- | ----------------- | ------------------ | ----------- | ------------------------- | --------------------- |
| 51    | Rob Lock          | Ailier             | États-Unis  | Clippers de Los Angeles   | Kentucky              |
| 52    | Derrick Hamilton  | Ailier             | États-Unis  | Clippers de Los Angeles   | Southern Miss         |
| 53    | Anthony Mason*    | Ailier Ailier fort | États-Unis  | Trail Blazers de Portland | Tennessee State       |
| 54    | Jorge Gonzalez    | Pivot              | Argentine   | Hawks d'Atlanta           | Cañada de Gómez       |
| 55    | Rodney Johns      | Meneur             | États-Unis  | Suns de Phoenix           | Grand Canyon          |
| 56    | Barry Sumpter     | Ailier fort Pivot  | États-Unis  | Spurs de San Antonio      | Austin Peay           |
| 57    | Hernan Montenegro | Ailier fort Pivot  | Argentine   | 76ers de Philadelphie     | LSU                   |
| 58    | Jeff Moore        | Ailier fort        | États-Unis  | Hornets de Charlotte      | Auburn                |
| 59    | Nate Johnston     | Ailier             | États-Unis  | Heat de Miami             | Tampa                 |
| 60    | Ed Davender       | Meneur             | États-Unis  | Bullets de Washington     | Kentucky              |
| 61    | Herbert Crook     | Ailier Arrière     | États-Unis  | Pacers de l'Indiana       | Louisville            |
| 62    | Derrick Lewis     | Ailier fort        | États-Unis  | Bulls de Chicago          | Maryland              |
| 63    | Mike Jones        | Ailier             | États-Unis  | Bucks de Milwaukee        | Auburn                |
| 64    | Winston Bennett   | Ailier             | États-Unis  | Cavaliers de Cleveland    | Kentucky              |
| 65    | Corey Gaines      | Arrière            | États-Unis  | SuperSonics de Seattle    | Loyola Marymount      |
| 66    | Dwight Boyd       | Arrière            | États-Unis  | Nuggets de Denver         | Memphis               |
| 67    | Ricky Grace       | Arrière            | États-Unis  | Jazz de l'Utah            | Oklahoma              |
| 68    | Darryl Middleton  | Ailier fort        | États-Unis  | Hawks d'Atlanta           | Baylor                |
| 69    | Phil Stinnie      | Ailier fort        | États-Unis  | Knicks de New York        | Virginia Commonwealth |
| 70    | Jerry Johnson     | Meneur             | États-Unis  | Mavericks de Dallas       | Florida Southern      |
| 71    | Craig Neal        | Arrière            | États-Unis  | Trail Blazers de Portland | Georgia Tech          |
| 72    | Lee Johnson       | Ailier fort        | États-Unis  | Pistons de Détroit        | Norfolk State         |
| 73    | Michael Anderson  | Arrière            | États-Unis  | Pacers de l'Indiana       | Drexel                |
| 74    | Gerald Paddio     | Ailier Arrière     | États-Unis  | Mavericks de Dallas       | UNLV                  |
| 75    | Archie Marshall   | Ailier             | États-Unis  | Spurs de San Antonio      | Kansas                |

## Joueur notable non drafté
| Nom          | Position | Nationalité | Provenance     |
| ------------ | -------- | ----------- | -------------- |
| John Starks+ | Arrière  | États-Unis  | Oklahoma State |